# Ulrika Karlsson
 Anna Ulrika Karlsson (* 14. Oktober 1970 in Österfärnebo) ist eine ehemalige schwedische Fußballspielerin.

## Karriere

### Vereine
Karlsson begann beim Österfärnebo IF mit dem Fußballspielen. Später spielte die Torhüterin für den Strömsbro/Sätra IF, ehe sie 1995 zum Bälinge IF wechselte. Größter Erfolg mit dem Klub war das Erreichen des Pokalfinales 1996, das jedoch mit 1:2 gegen Älvsjö AIK verloren wurde. Nach einem Abstecher zu San Diego Spirit, für den Verein sie lediglich einen Einsatz hatte, kehrte sie im Jahr 2002 zurück nach Schweden. Für den Umeå IK war sie bis Spielzeitende 2005 aktiv. und konnte mit dem Verein bis 2005 jeweils zwei Mal im UEFA Women’s Cup, der schwedischen Meisterschaft und dem schwedischen Pokal triumphieren.

### Nationalmannschaft
Am 15. Oktober 1995 debütierte Karlsson gegen die Nationalmannschaft Rumäniens im Tor der A-Nationalmannschaft. Im olympischen Fußballturnier 1996 gehörte sie als Ersatztorhüterin zum Kader und kam einmal zum Einsatz. Im folgenden Jahr etablierte sie sich als Nummer 1 im Tor der Nationalmannschaft und stand bei der Europameisterschaft 1997 zwischen den Pfosten. Sie wurde zur besten Torhüterin des Turniers gewählt und erhielt im selben Jahr den Diamantbollen als Schwedens Fußballspielerin des Jahres. Im Februar 1999 spielte sie aus Anlass der Auslosung der Gruppen der WM 1999 mit einer FIFA-Weltauswahl gegen die US-amerikanische Nationalmannschaft, wobei sie zur zweiten Halbzeit für die chinesische Torhüterin Gao Hong eingewechselt wurde. Das Spiel wird jedoch nicht als offizielles Länderspiel gewertet. Sie war ebenfalls Stammtorhüterin bei der Weltmeisterschaft 1999. Bis 2001 bestritt sie insgesamt 46 Länderspiele.

## Erfolge
- UEFA Women’s Cup-Sieger 2003, 2005
- Schwedischer Meister 2002, 2005
- Schwedischer Pokal-Sieger 2002, 2003